# Ligota Rybińska
Ligota Rybińska – wieś w Polsce położona w województwie dolnośląskim, w powiecie oleśnickim, w gminie Międzybórz.
| SIMC    | Nazwa   | Rodzaj     |
| ------- | ------- | ---------- |
| 0203660 | Osowiec | przysiółek |

W latach 1975–1998 miejscowość administracyjnie należała do województwa kaliskiego.